# Rogelio Mangahas
Rogelio "Roger" G. Mangahas (Cabiao, 9 mei 1939 - Manilla, 4 juli 2018) was een Filipijns dichter en schrijver in het Filipijns. 

## Biografie
Rogelio Mangahas werd geboren op 9 mei 1939 in Cabiao in de Filipijnse provincie Nueva Ecija. Zijn geboorteplaats was een van de belangrijkste plaatsen waar de communistische Hukbalahap nieuwe leden rekruteerde. Ook de vader van Mangahas was lid van deze beweging, die zich verzette tegen Japanse overheersing gedurende de Tweede Wereldoorlog en tegen de Filipijnse overheid na de oorlog. Mangahas studeerde Filipijns aan de University of the East. Daar ontmoette hij ook dichters Virgilio Almario en Antonio Lamberto. Samen leidden zij een tweede modernistische beweging in de Filipijnen. In 1965 behaalde Mangahas zijn bachelor of arts-diploma. Na zijn afstuderen doceerde hij jarenlang aan zijn alma mater.
Hij begon in 1961 met schrijven van fictie en gedichten voor diverse magazines in metro Manilla. In 1967 was hij co-auteur van de dichtbundel Manlilikha, een anthologie met modernistische gedichten in het Tagalog. In 1969 werd Mangahas door het Instituut of National Language uitgeroepen tot dichter van het jaar. In het eerste kwartaal van 1970 sloot Mangahas zich aan bij de studentenprotesten, die later zouden worden aangeduid als de First Quarter Storm. Hij schreef in die jaren ook politieke geëngageerde gedichten, zoals de gedichten in zijn dichtbundel Mga Duguang Plakard uit 1971. In 1972 werd Mangahas na het uitroepen van de staat van beleg door president Ferdinand Marcos, samen met enkele collega's onder wie toekomstige echtgenote, ontslagen door de universiteit wegens gezagsondermijning. In 1973 werd hij samen met zijn vrouw gearresteerd en gevangen gezet in Camp Aguinaldo. Mangahas was uiteindelijk twee jaar lang een politieke gevangene van het Marcos-regime. In die periode, maar ook na zijn vrijlating schreef hij diverse gedichten zoals Villanelle sa Iyong Pagdalaw (1973), Mga Ibon sa Hawlang Bakal (1977) en Tagulaylay ng Isang Insurekto (1977).
Naast zijn werk als dichter schreef Mangahas ook toneelstukken, korte verhalen en literaire kritieken en was hij actief als vertaler. In 1986 schreef Mangahas een essay over het leven en werk Edgardo Reyes, genaamd: Si Edgardo M. Reyes: Ang Manunulat, Kanyang Akda at Panahon. Ook vertaalde hij werk van vele buitenlandse dichters in het Filipijns. Hij vertaalde The Pretenders, een roman van de Filipijnse schrijver en nationaal kunstenaar van de Filipijnen F. Sionil José. Mangahas werkte jarenlang als eindredacteur voor de uitgevers Phoenix Publishing House en SIBS Publishing House en was actief als consultant voor het Cultural Center of the Philippines (CCP). Ook was Mangahas redacteur van Ang Masa en het literaire tijdschrift Tenggara. 
Mangahas won twee maal een Palanca Award, de meest prestigieuze Filipijnse literatuurprijs. Met zijn dichtbundel Mga Duguang Plakard won hij in 1971 een eerste prijs in de categorie dichtkunst en met zijn kritisch essay over Si Edgardo M. Reyes: Ang Manunulat, Kanyang Akda at Panahon over het leven en werk van Edgardo Reyes won hij in 1986 een eerste prijs in de categorie essay.  
Mangahas overleed in 2018 op 79-jarige leeftijd in het University of Santo Tomas Hospital, twee dagen nadat hij werd getroffen door een beroerte. Hij was getrouwd met professor Fe Buenaventura. Samen kregen zijn een zoon, die in 2000 op 23-jarige leeftijd overleed. Na zijn overlijden schreef Mangahas drie haikus over zijn zoon.